# Francesca da Rimini (film, 1908)
Pour les articles homonymes, voir Francesca da Rimini (homonymie).
Pour plus de détails, voir Fiche technique et Distribution.
Francesca da Rimini (titre alternatif : The Two Brothers) est un film américain réalisé par James Stuart Blackton, sorti en 1908.

## Fiche technique
- Titre original : Francesca da Rimini
- Titre alternatif : The Two Brothers
- Réalisation : James Stuart Blackton
- Scénario : d'après la pièce de Gabriele D'Annunzio et le chant V de la Divine Comédie de Dante Alighieri
- Photographie :
- Montage :
- Société de production : Vitagraph Company of America
- Pays de production :  États-Unis
- Langue : Anglais
- Format : Noir et blanc — 35 mm — 1,33:1 — Muet
- Genre : Film dramatique, Film historique
- Durée   :
- Date de sortie : 
  - États-Unis : 8 février 1908

## Distribution
- William V. Ranous: Paolo Malatesta
- Florence Turner: Francesca da Rimini
- Hector Dion: Gianciotto Malatesta
- Paul Panzer
- Edith Storey

## Autour du film
Il s'agit de l'adaptation au cinéma de la pièce de théâtre éponyme de Gabriele D'Annunzio, tragédie inspirée elle-même du chant V de la Divine Comédie,  avec William V. Ranous (Paolo Malatesta) et Florence Turner (Francesca da Rimini) dans les rôles principaux. Cela a été, par ailleurs, la première apparition à l'écran d'Edith Storey.
James Stuart Blackton réalisera deux ans plus tard un remake de ce film, également produit par la Vitagraph Company of America portant le même titre, connu également sous le titre Paolo e Francesca, dans lequel Florence Turner interprétera à nouveau le rôle de Francesca da Rimini. L'intrigue raconte l'histoire de Paolo et Francesca, deux figures d'amants entrés dans l'imaginaire sentimental populaire en incarnant la passion amoureuse par excellence. Ces deux personnages sont inspirés de personnages réels, Paolo Malatesta et Francesca da Rimini, qui ont vécu au Moyen Âge.
Une copie du film existe encore de nos jours.